# Japans volleyballlandshold (damer)
Japans volleyballlandshold er Japans landshold i volleyball. Holdet har vundet VM 1962, 1967 og 1974 og sommer-OL 1964 og 1976.